# Jonte Smith
Jonte Jahki Smith (Hamilton, 10 luglio 1994) è un ex calciatore bermudiano, di ruolo attaccante.

## Carriera

### Nazionale
Ha partecipato alla CONCACAF Gold Cup 2019.